# Hospital Universitario Lucus Augusti

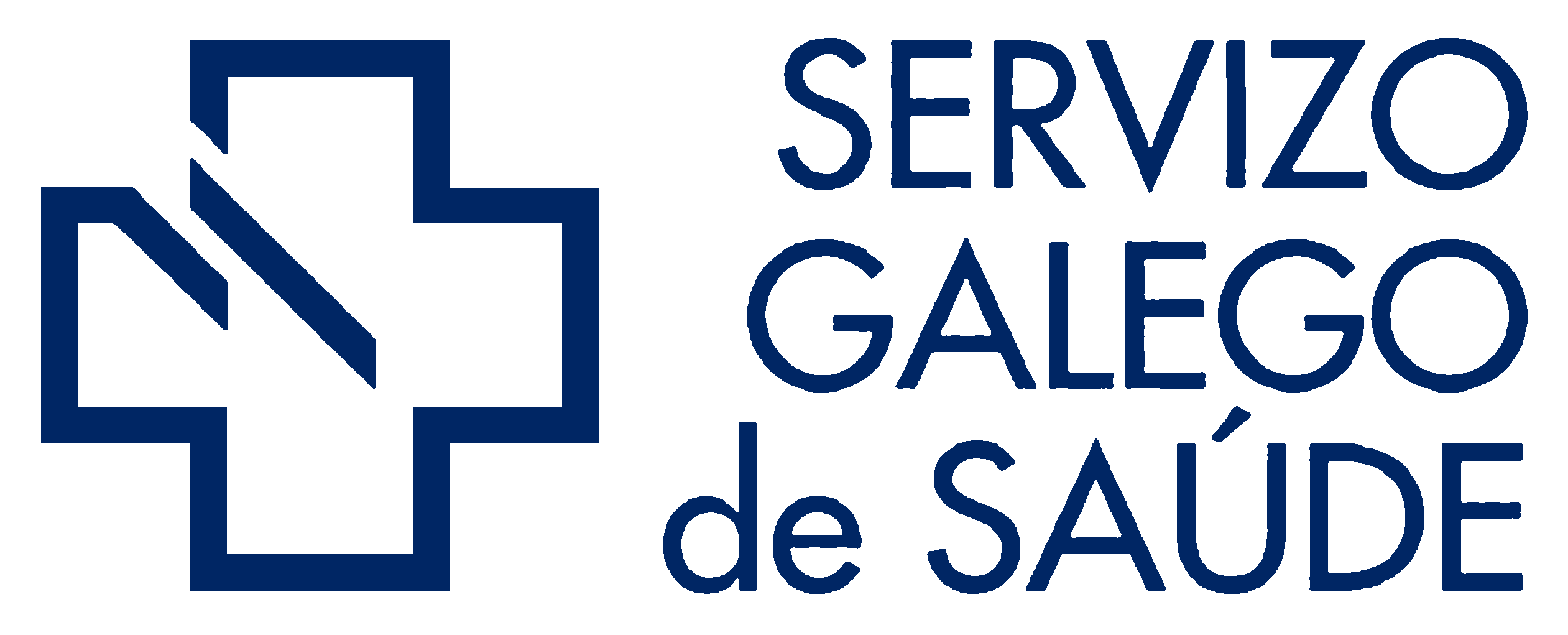
Logo

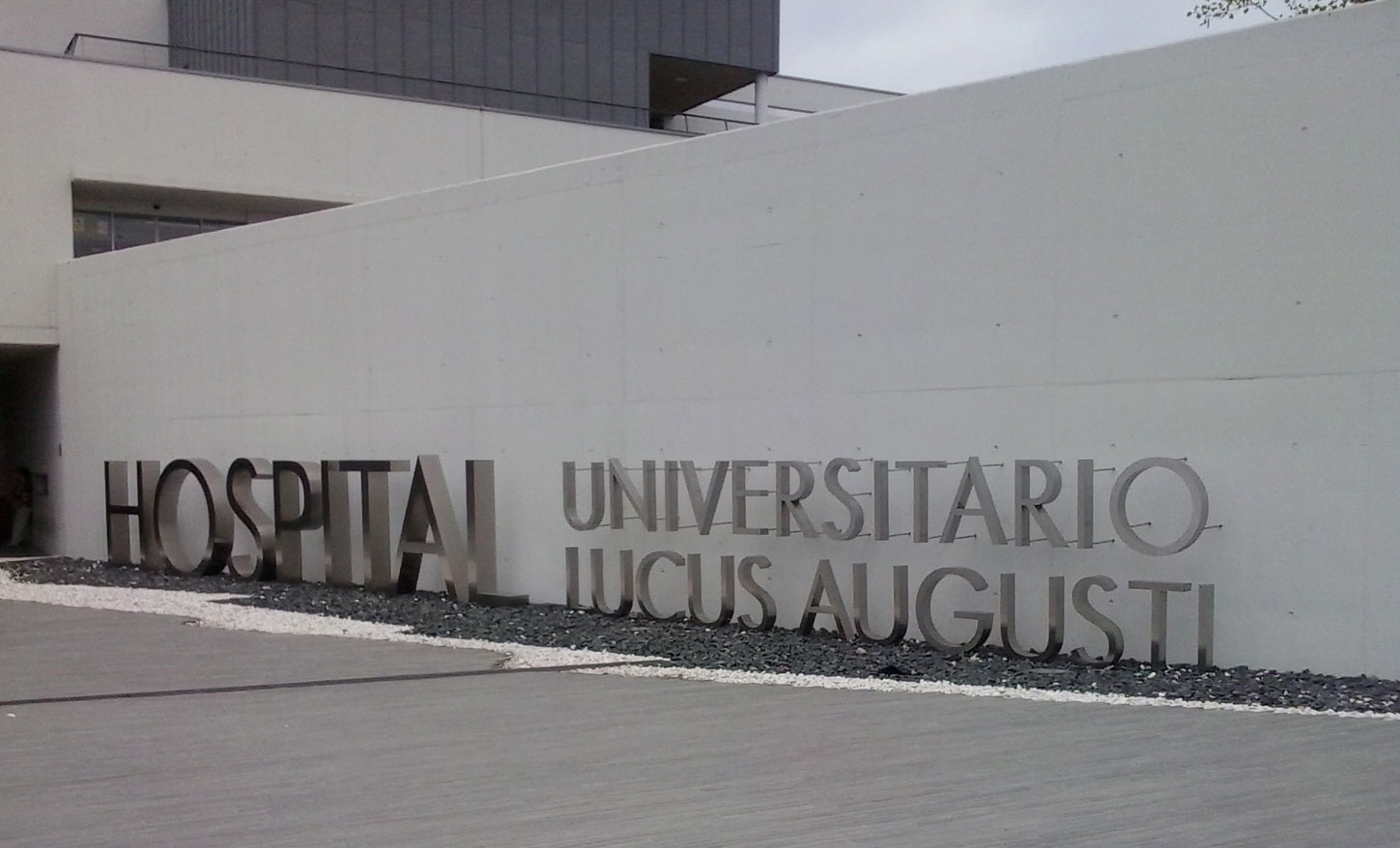
Cartel en la puerta

El Hospital Universitario Lucus Augusti también conocido por sus siglas como HULA es un centro asistencial del Servicio Gallego de Salud (Sergas) en la ciudad de Lugo. Está situado en la barriada de San Cibrao, cerca de la A-6.

## Historia

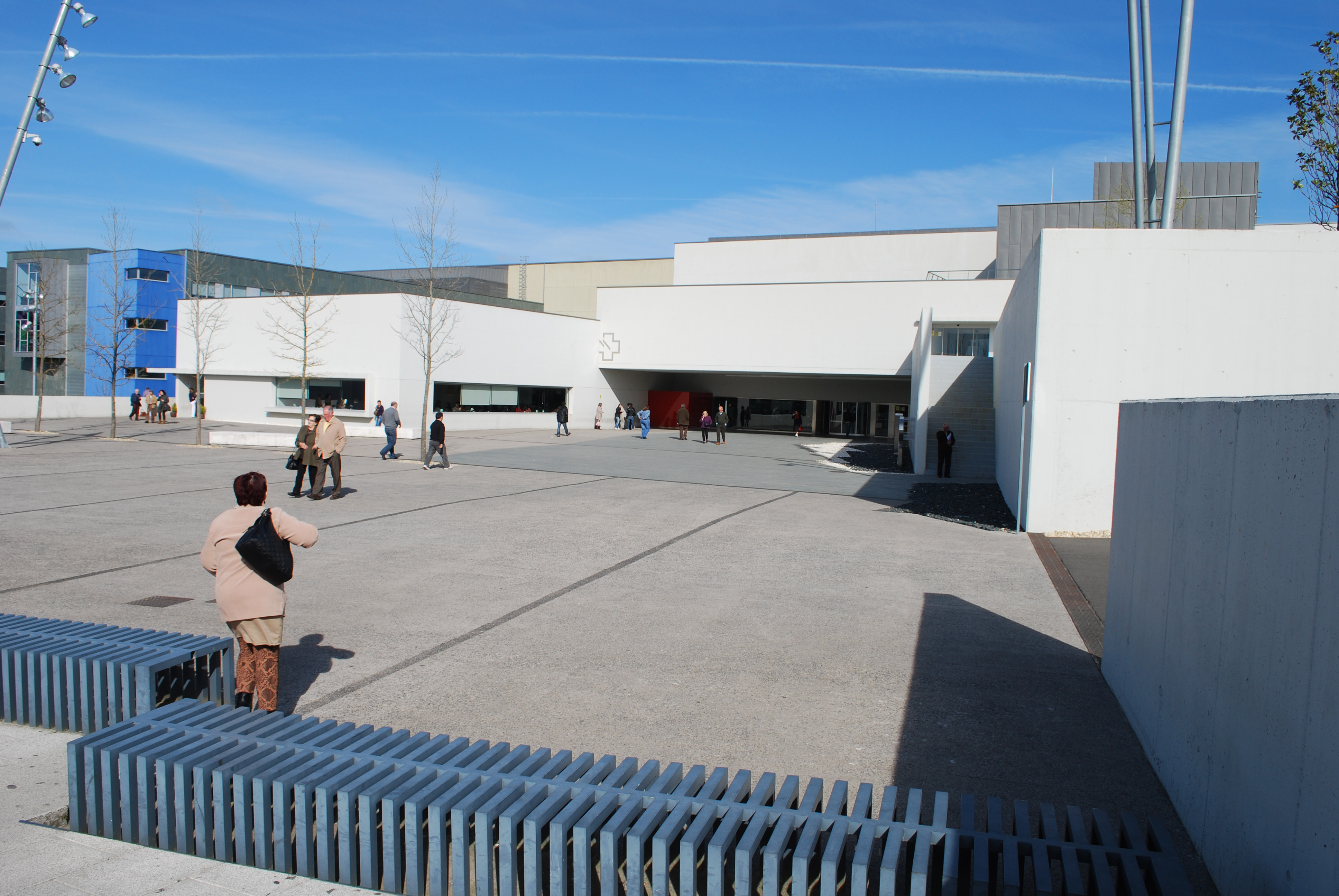
Puerta de acceso al HULA.

Proyectado en 1998 y con una fecha prevista de inuguración de 2002 el hospital fue inaugurado en 2010 con uno coste superior a los 220 millones de euros. Tiene una superficie de 166 000 m², 869 camas, 19 quirófanos y un helipuerto.
El edificio fue construido por las constructoras San José y Dragados y es una edificación moderna y funcional con un máximo de seis plantas, más sótanos para servicios y maquinaria. El exterior está cubierto de pizarra y madera. Una galería de más de 600 metros, no accesible a los enfermos, comunica todo el hospital de un extremo a otro.

## Galería de imágenes

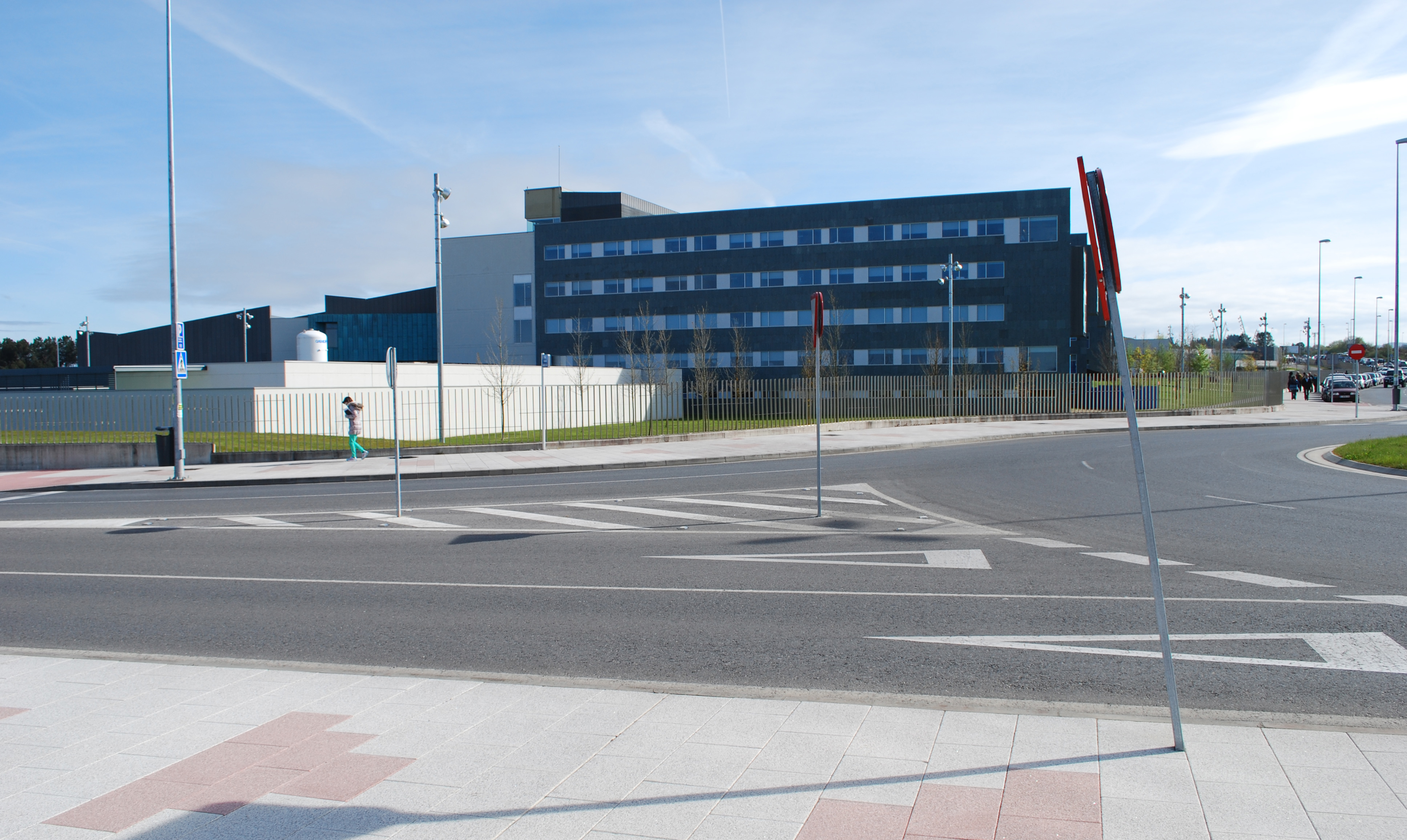
Rotonda de acceso al HULA
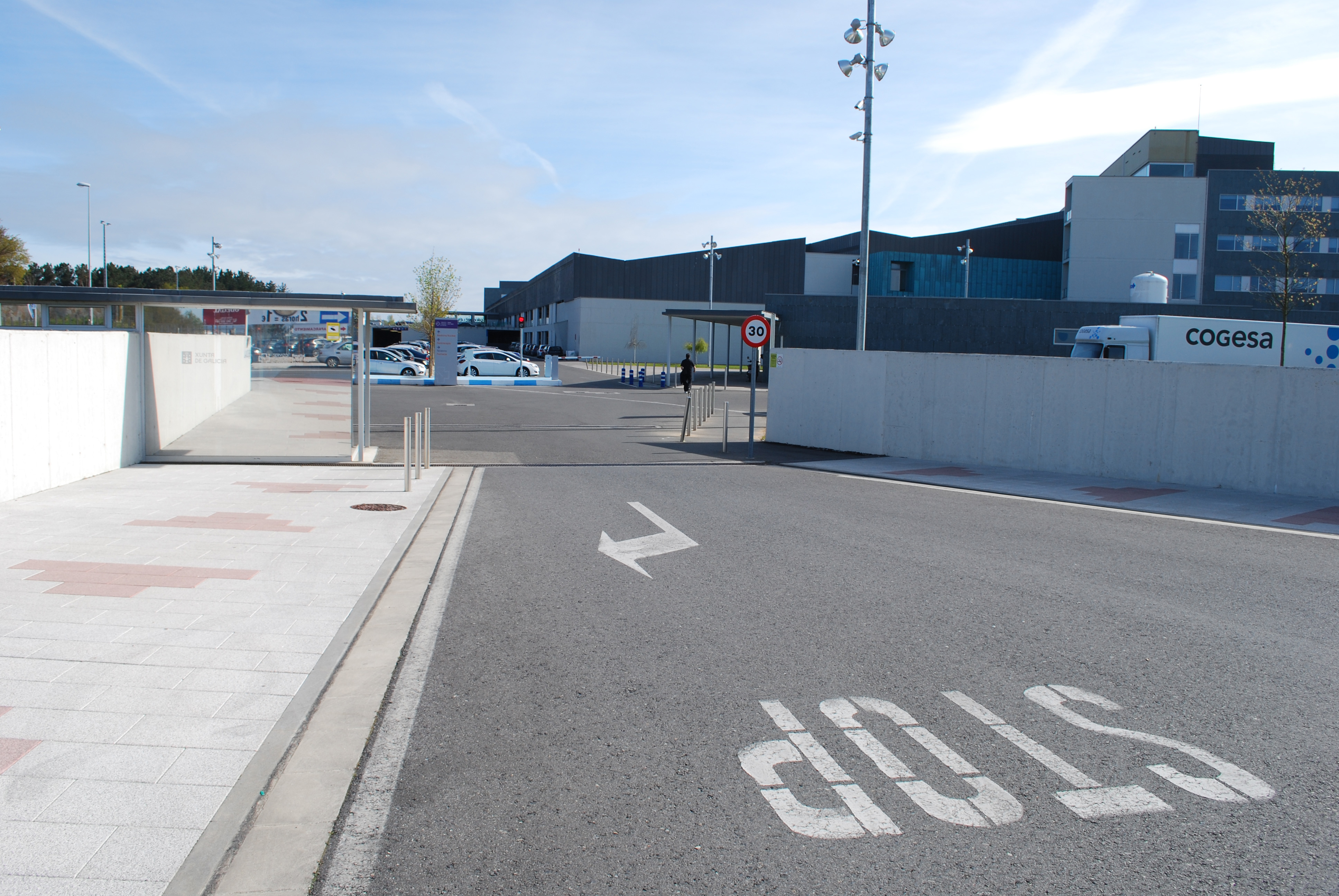
Acceso de personal
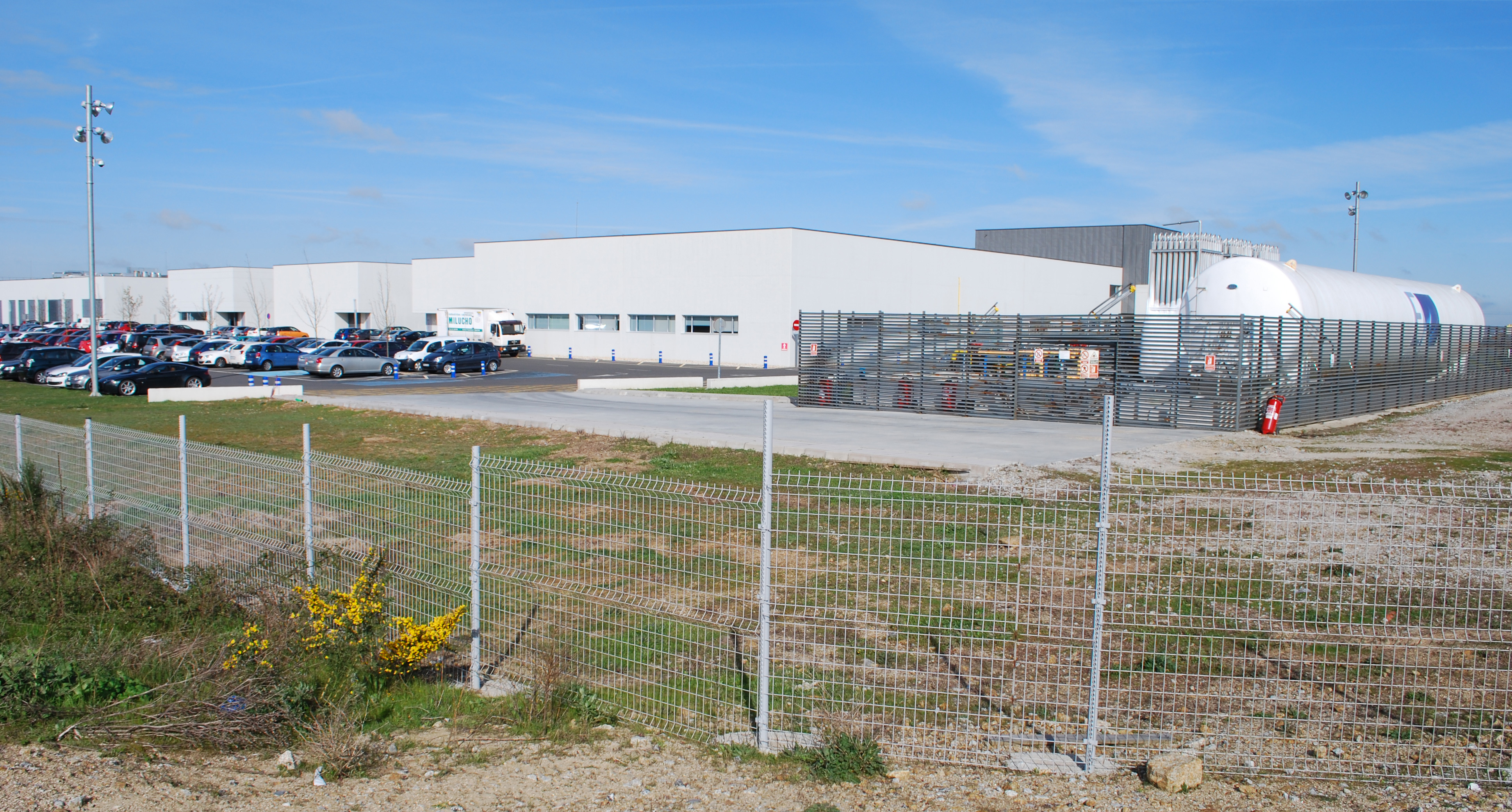
Zona técnica HULA
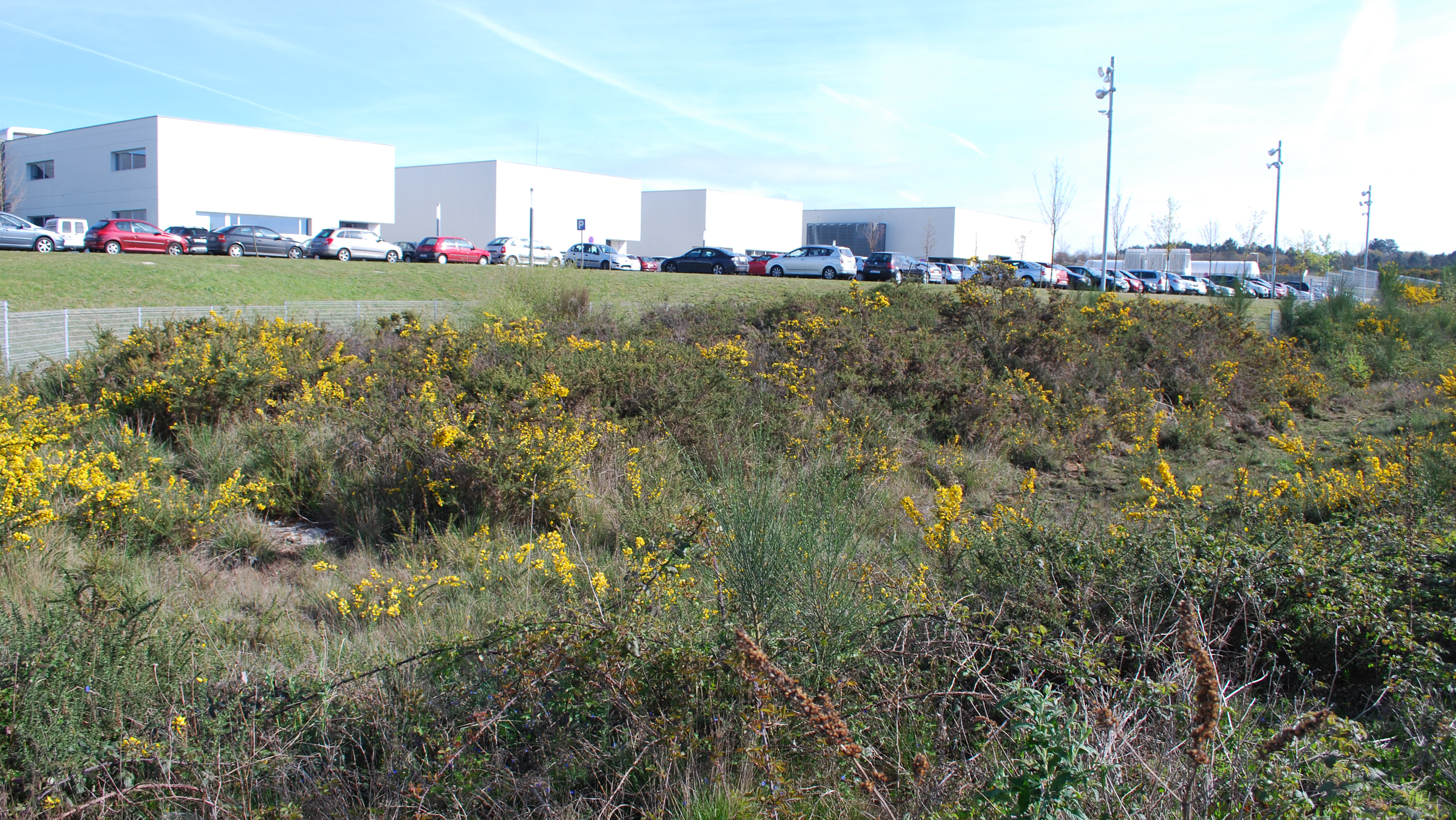
Mámoa de San Cibrao en el monte junto al HULA